# نسخه بارنی
نسخه بارنی (Barney's Version) فیلم کمدی-درام کانادایی است به کارگردانی ریچارد جی. لویس که محصول سال ۲۰۱۱ می‌باشد. این فیلم نامزد جایزه اسکار در بخش بهترین گریم و آرایش مو و برنده بهترین بازیگر مرد فیلم موزیکال یا کمدی گلدن گلاب شد.

## خلاصه داستان
فیلم، داستان زندگی بارنی پانوفسکی را به تصویر می‌کشد. بارنی (پاول جیاماتی) یک تهیه‌کننده به شدت خوش گذران تلویزیون است که اعتیاد به مشروب دارد. بارنی از نظر مشکلات اخلاقی نیز زبانزد عام هست و او را به عنوان یکی از بدنام‌ترین تهیه کنندگان می‌شناسند! بارنی به تازگی با خانم جذابی به اسم کلارا (راشل لفوری) در رم آشنا شده است…